# Rembrandt Bugatti
Rembrandt Bugatti (Milano, 16 ottobre 1884 – Parigi, 8 gennaio 1916) è stato uno scultore italiano.

## Biografia
Nato a Milano da una famiglia di artisti, Rembrandt Bugatti è il terzo figlio di Carlo Bugatti (1856-1940) e di Teresa Lorioli, nonché nipote di Giovanni Segantini. Suo padre Carlo era un affermato disegnatore in stile Art Nouveau di mobili e di gioielli, oltre che di tessuti, ceramiche e metalli. Suo fratello maggiore Ettore è stato il fondatore dell'omonima famosa casa automobilistica.
Rembrandt Bugatti ha modo di crescere in un ambiente culturalmente stimolante per il continuo contatto con gli artisti che frequentano la casa di famiglia: Giacomo Puccini, Ruggero Leoncavallo, lo scultore Ercole Rosa che, suo padrino, propose il suo insolito nome di battesimo. Sul giovane Rembrandt, già precocemente interessato alla scultura, particolare influenza ha lo scultore russo Paolo Troubetzkoy.
Studia all'Accademia di Brera ed espone i suoi primi lavori a Venezia e poi a Parigi dove la famiglia si trasferisce nel 1902.

### Tra Parigi e Anversa
Rembrandt Bugatti firma un contratto per lavorare e vendere i suoi bronzi con Adrian Aurelien Hébrard, proprietario dell'omonima galleria e fonderia d'arte e amico di suo padre Carlo.
Di carattere solitario, si mantiene ai margini dell'ambiente artistico, mentre il suo amore per la natura e la fauna lo porta a trascorrere molto tempo in una riserva naturale parigina nei pressi del Jardin des Plantes. L'originale Elefante danzante, modellato nel 1904, negli anni '20 sarà adottato dal fratello Ettore come simbolo della Bugatti Royale.
Nel 1907 stabilisce il suo studio ad Anversa, nei pressi dello Zoo dove gli è permesso di studiare da vicino le caratteristiche e le abitudini degli animali esotici e di modellare direttamente dal vivo. 
Tra il 1907 e il 1914 realizza così una serie di sculture di animali quali elefanti, pantere e leoni che riscuotono il favore del pubblico. 
Nel 1911 la galleria Hébrard gli espone con successo una mostra di oltre cento sculture.

### La guerra e la crisi

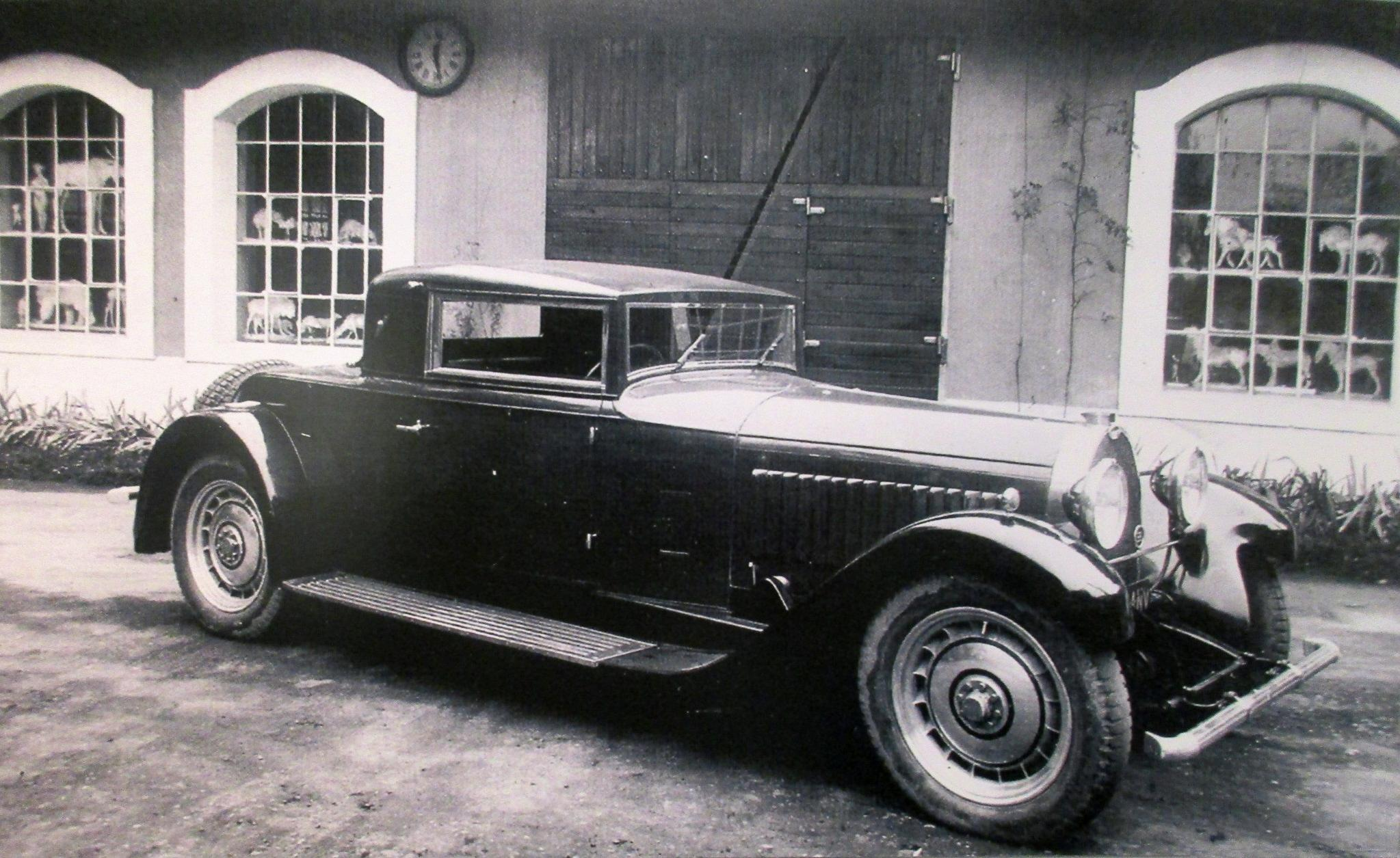
Bugatti Tipo 46 1929, davanti a delle sculture di Rembrandt Bugatti

Lo scoppio della guerra nel 1914 provoca in lui i primi effetti di una depressione, aggravata dallo sconforto per l'avvenuto abbattimento dei tanto studiati animali dello zoo. Si dedica all'assistenza dei feriti con l'organizzazione della Croce Rossa di Anversa, ma contrae la tubercolosi. Fa ritorno in Italia per arruolarsi nell'Esercito, ma viene riformato. Ritornato a Parigi vi si trova solo e in gravi difficoltà economiche poiché la guerra ha nel frattempo provocato la crisi del mercato artistico.

### Morte
Si toglie la vita nel suo studio di Montparnasse inalando del gas. Non aveva ancora compiuto 32 anni.
È sepolto nella tomba di famiglia, in Alsazia.

## Mostre e aste
Il suo bronzo Babouin Sacré Hamadryas, del 1909-1910 e proveniente dalla collezione Rothschild, è stato venduto all'asta per 2,56 milioni di dollari.
Nel 2014 la città di Berlino gli ha dedicato una mostra di oltre ottanta sculture nella Alte Nationalgalerie.

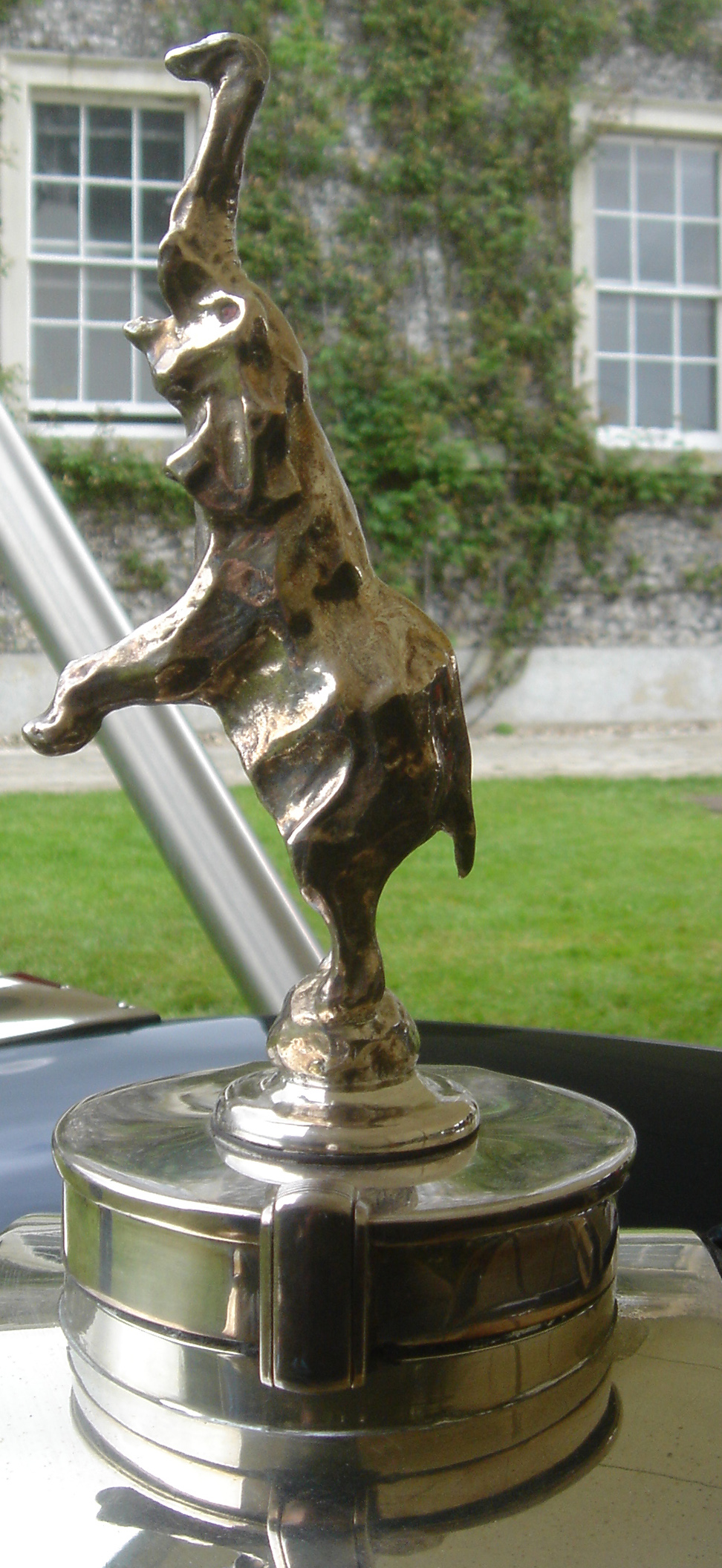
Elefante che danza, 1904
tappo del radiatore della Bugatti Royale

## Galleria d'immagini

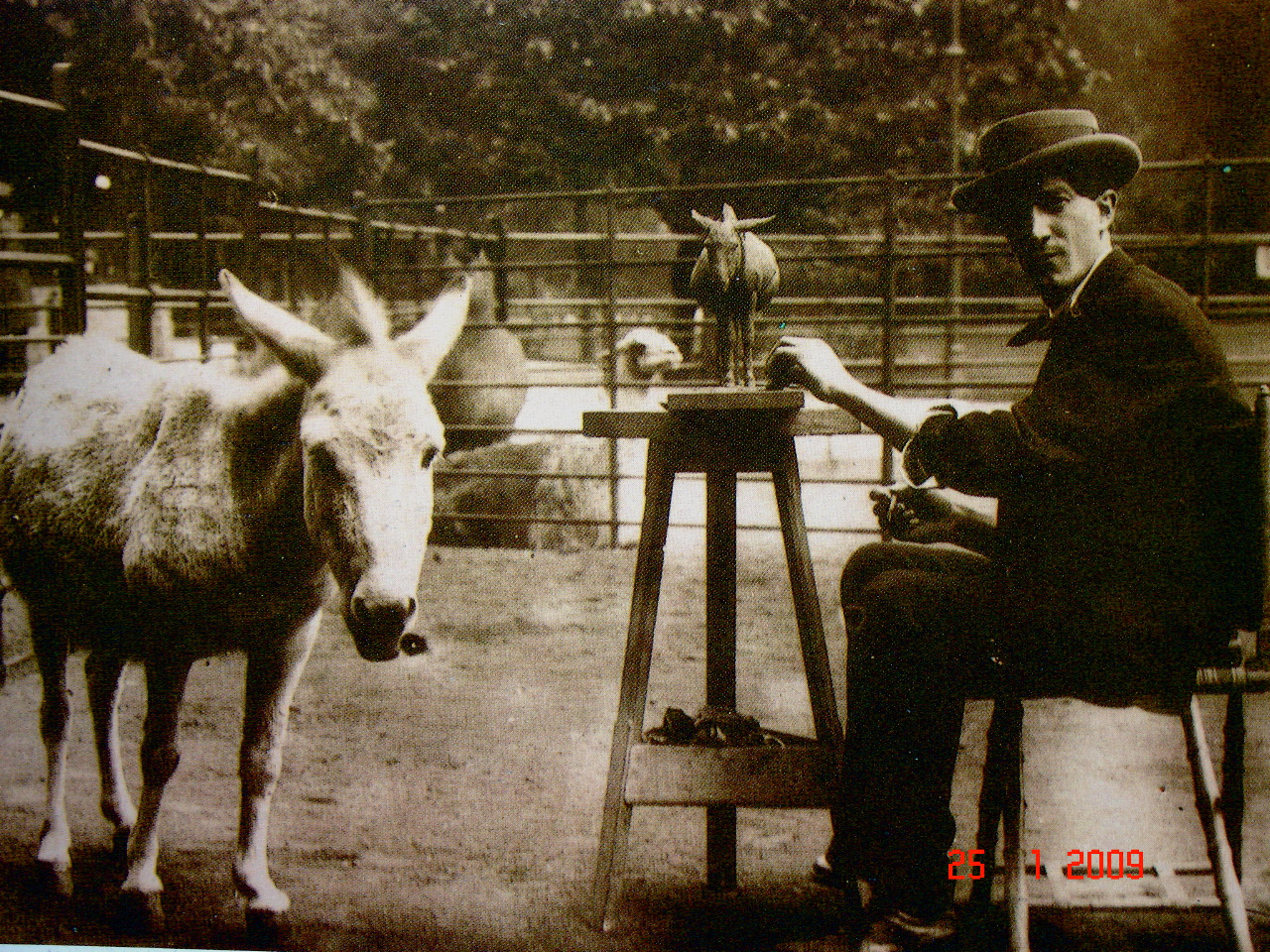
Rembrandt Bugatti mentre modella l'asino selvatico allo zoo di Anversa
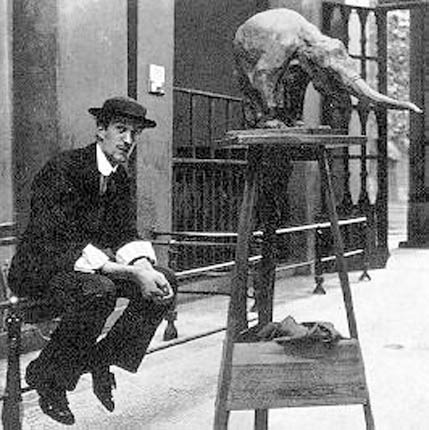
Rembrandt Bugatti nel 1910 allo zoo di Anversa
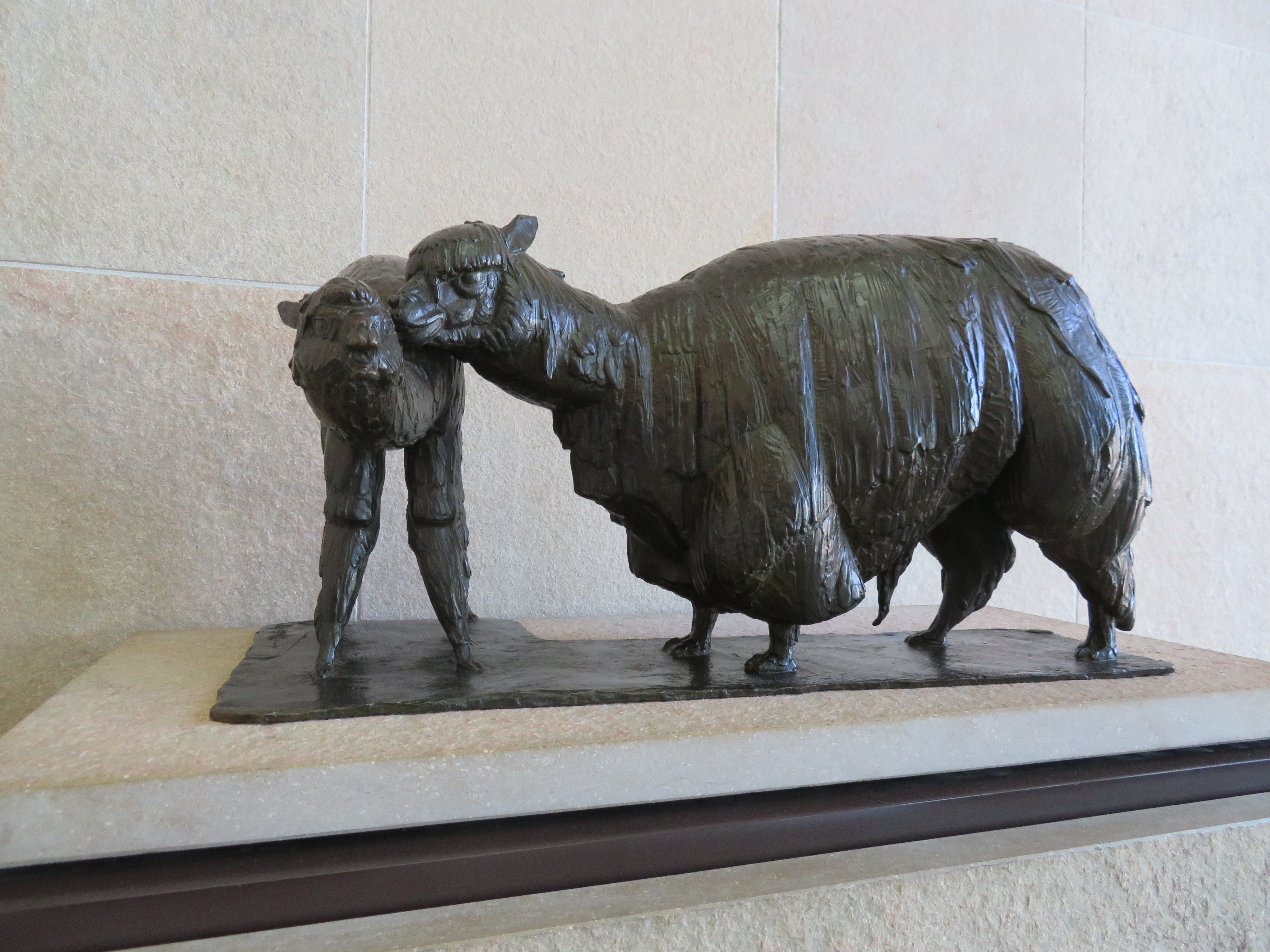
Due lama,1911 bronzo, 35x33x72,5 cm Museo d'Orsay, Parigi
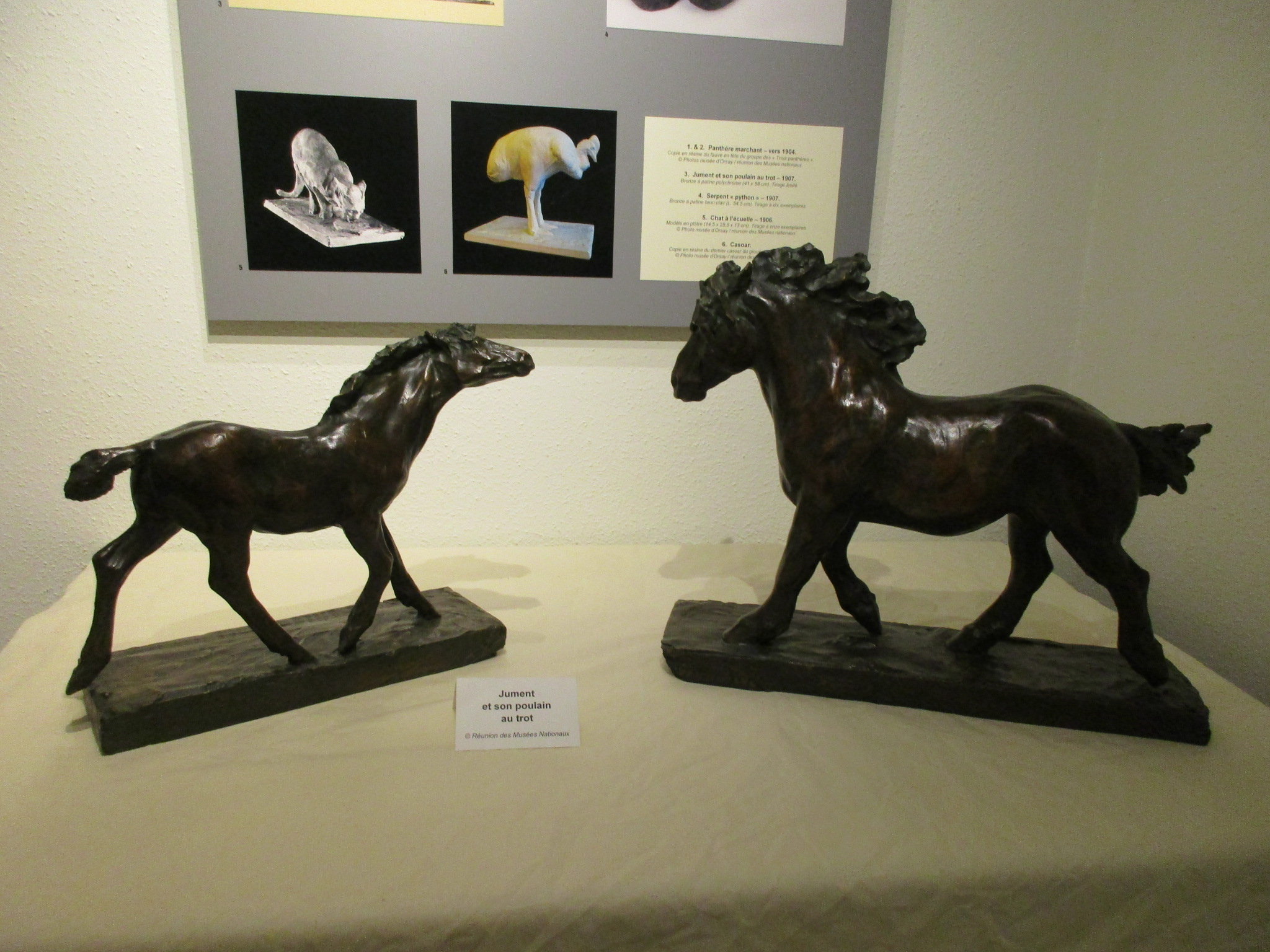
Giumenta con puledro, al trotto, bronzo Museo Bugatti, Molsheim
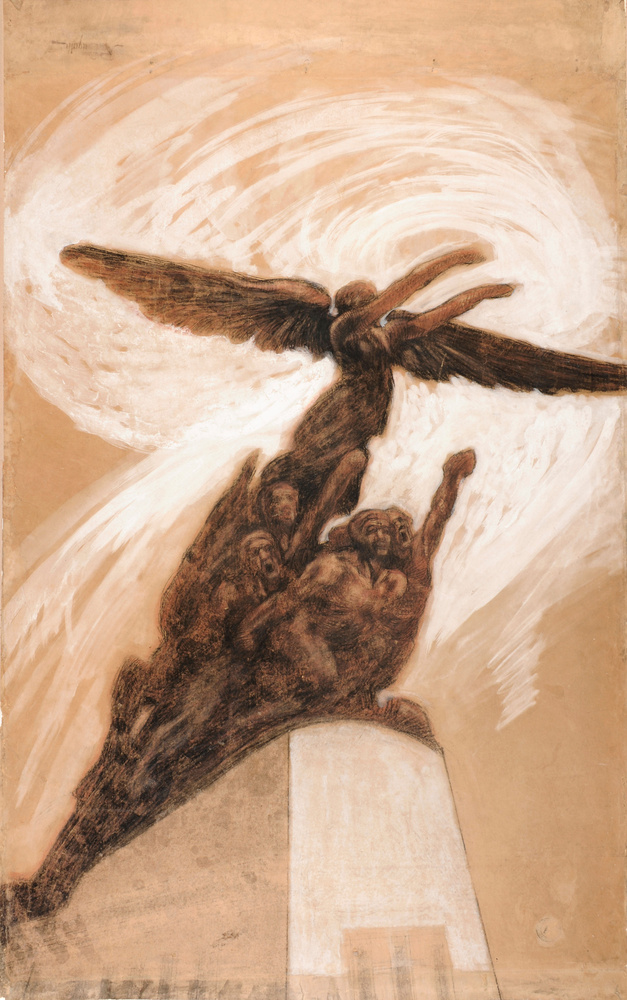
Progetto monumentale: Allegoria della vittoria. 72 x 114 cm Gabinetto delle stampe del Museo francese di Strasburgo